# 하시모토 하야토
하시모토 하야토(일본어: 橋本 早十, 1981년 9월 15일 ~ )는 일본의 전 축구 선수이다.

## 구단 경력
과거 오미야 아르디자에서 활동하였다.